# Killers
Killers este al doilea album de studio al trupei britanice de heavy metal Iron Maiden. Albumul a fost lansat pe 1 februarie 1981, prin casele de discuri Sanctuary Records și EMI. Albumul a fost remasterizat în 1998 împreună cu o piesă bonus, Twilight Zone (ce se găsea și pe versiunea originală din SUA a albumului).
Este primul album Iron Maiden pe care apare chitaristul Adrian Smith și ultimul care îl are la voce pe Paul Di'Anno.

## Tracklist

### Versiunea originală
1. "The Ides of March" (Harris) - 1:45
2. "Wrathchild" (Harris) - 2:54
3. "Murders in the Rue Morgue" (Harris) - 4:19
4. "Another Life" (Harris) - 3:22
5. "Genghis Khan" (Harris) - 3:06
6. "Innocent Exile" (Harris) - 3:53
7. "Killers" (Di'Anno, Harris) - 5:01
8. "Prodigal Son" (Harris) - 6:11
9. "Purgatory" (Harris) - 3:20
10. "Drifter" (Harris) - 4:48

### Versiunea remasterizată
1. "The Ides of March" (Harris) - 1:45
2. "Wrathchild" (Harris) - 2:54
3. "Murders in the Rue Morgue" (Harris) - 4:19
4. "Another Life" (Harris) - 3:22
5. "Genghis Khan" (Harris) - 3:06
6. "Innocent Exile" (Harris) - 3:53
7. "Killers" (Di'Anno, Harris) - 5:01
8. "Prodigal Son" (Harris) - 6:11
9. "Purgatory" (Harris) - 3:21
10. "Twilight Zone" (Harris, Murray) - 2:34
11. "Drifter" (Harris) - 4:48

## Componență
- Paul Di'Anno - voce
- Steve Harris - bas
- Adrian Smith - chitară
- Dave Murray - chitară
- Clive Burr - baterie